# Zeinheim
 Zeinheim (en alsacià Zääne) és un municipi francès, situat a la regió del Gran Est, al departament del Baix Rin. L'any 1999 tenia 151 habitants. Limita al nord-est amb Landersheim, a l'est amb Willgottheim, al sud-oest amb Rangen i al nord-oest amb Knœrsheim.
Forma part del cantó de Saverne, del districte de Molsheim i de la Comunitat de comunes de la Mossig i del Vignoble.

## Demografia
| 1962 | 1968 | 1975 | 1982 | 1990 | 1999 |
| ---- | ---- | ---- | ---- | ---- | ---- |
| 122  | 145  | 127  | 114  | 149  | 151  |

## Administració
| Període | Identitat      | Partit |
| ------- | -------------- | ------ |
| 2005-   | François Goetz |        |